# Cutie Bunny ~Nana-teki Rock Daisakusen Codename wa C.B.R.~
Cutie Bunny ~Nana-teki Rock Daisakusen Codename wa C.B.R.~ (Cutie Bunny ～菜奈的ロック大作戦 コードネームはC.B.R.～?) es el primer miniálbum de la cantante japonesa Nana Kitade, lanzado al mercado el día 12 de julio del año 2006 bajo el sello SME Records.

## Detalles
El miniálbum en su totalidad contiene covers de distintos artistas japoneses, así como también de populares canciones de series de anime; todos relativamente antiguos. Este fue el álbum que se lanzó al álbum tiempo después que Nana viajara a Estados Unidos y su álbum "18 -eighteen" fuera editado en ese país.
El álbum también contiene un DVD con una colección de imágenes de Nana, aparte de material de detrás de cámara.

## Canciones
1. Lam no Love Long (ラムのラブソング?)
originalmente primer tema opening de Urusei Yatsura, interpretado por Hiroko Matsuya.
2. Moonlight Densetsu (ムーンライト伝説?)
originalmente primer tema opening de Sailor Moon, interpretado por DALI.
3. Arashi no Sugao (嵐の素顔?)
originalmente tema de Shizuka Kudo.
4. YOU MAY DREAM
originalmente tema de SHEENA and the ROKKETS.
5. Roppongi Shinjuu (六本木心中?)
originalmente tema de Ann Lewis.
6. Bara wa Utsukushiku Chiru (薔薇は美しく散る?)
originalmente primer tema opening de La Rosa de Versalles, interpretado por Hiroko Suzuki.

- Datos: Q3699786